# Gaius Blossius
Gaius Blossius (zm. 130 p.n.e.), rzymski filozof stoicki, uczeń Antypatra z Tarsu. Pochodził z miasta Cumae w italskiej Kampanii. Wraz z greckim retorem Diofanesem, namawiał rzymskiego trybuna ludowego Tyberiusza Grakchusa do przeprowadzenia reformy agrarnej na rzecz plebsu. Tyberiusz został oskarżony przez swoich przeciwników politycznych o próbę sprowokowania powstania ludowego oraz o uzurpację władzy królewskiej. Trybuna zamordowano, a ciało wrzucono do Tybru.
Po śmierci Tyberiusza Grakchusa, Gaius Blossius został zatrzymany i przesłuchany przez konsulów. W trakcie konfrontacji przyznał, że uczynił wszystko, o co poprosił go trybun Tyberiusz. Scypion Nazyka zapytał, co by zrobił, gdyby Tyberiusz nakazał spalić Kapitol. Odpowiedział, że Grakchus nigdy nie wydałby takiego rozkazu. Przesłuchujący domagali się jednak odpowiedzi. Blossius stwierdził, że gdyby taki rozkaz Tyberiusz wydał, to sprawiedliwym by było rozkaz ten wykonać. Polecenie takie bowiem zostało by wydane jedynie wówczas, gdyby było w interesie ludu.
Po przesłuchaniu filozof został uwolniony. Udał się następnie do prowincji Azji, gdzie wziął udział w powstaniu Aristonikosa przeciw Rzymowi. Wspomagał tam organizację wolnego państwa o nazwie Heliopolis. Rebelianci planowali założenie egalitarnego społeczeństwa, w którym zniesiono by niewolnictwo. Po upadku powstania zginął śmiercią samobójczą w 130 r. p.n.e.

## W literaturze
Blossius został przedstawiony jako pozytywna postać w powieści Stevena Saylora „Rzym”. Saylor, do znanych faktów z życia filozofa, dodaje długoletnią relację miłosną z rzymską patrycjuszką. Związek ten nie ma potwierdzenia w źródłach historycznych.